# Chesias tangens
Chesias tangens är en fjärilsart som beskrevs av Barend J. Lempke 1950. Chesias tangens ingår i släktet Chesias och familjen mätare. Inga underarter finns listade i Catalogue of Life.